# Vert-le-Grand
Vert-le-Grand – miejscowość i gmina we Francji, w regionie Île-de-France, w departamencie Essonne.
Według danych na rok 1990 gminę zamieszkiwało 1477 osób, a gęstość zaludnienia wynosiła 93 osób/km² (wśród 1287 gmin regionu Île-de-France Vert-le-Grand plasuje się na 554. miejscu pod względem liczby ludności, natomiast pod względem powierzchni na miejscu 149.).